# Корш-Саблин, Владимир Владимирович
Влади́мир Влади́мирович Корш-Са́блин (настоящая фамилия — Саблин; бел. Уладзімір Уладзіміравіч Корш-Саблін; 16 (29) марта 1900, Москва — 6 июля 1974) — советский кинорежиссёр, актёр кино. Народный артист СССР (1969). Лауреат Сталинской премии (1950). Один из основоположников белорусского кино.

## Биография
Владимир Корш-Саблин родился в Москве в семье книгоиздателя В. М. Саблина.
После окончания реального училища, в 1917 году начал творческую деятельность как актёр в театре своего деда по матери, Фёдора Корша — Театре Корша (по семейному преданию, дед, впечатленный успехами внука, разрешил ему соединить обе фамилии).
Участник Гражданской войны.  
Работал в театрах Симферополя, Мелитополя, Казани.
В кино пришёл в 1923 году. С 1925 года был помощником, ассистентом режиссёра и актёром киностудии «Госкино» («Совкино») в Москве, с 1926 — актёр и режиссёр (с 1929 года) киностудии «Советская Беларусь» специального управления «Белгоскино» (позже «Беларусьфильм»); снимал комедии, фильмы-драмы, биографические фильмы.
В 1945—1960 и 1969—1974 годах — художественный руководитель киностудии «Беларусьфильм». С 1957 года — председатель Оргбюро Союза работников кинематографии Белорусской ССР. В 1962—1974 годах — первый секретарь Союза кинематографистов Белорусской ССР. Член Союза кинематографистов СССР.
Член ВКП(б) с 1948 года.
Скончался 6 июля 1974 года в Минске. Похоронен на Восточном кладбище.

### Семья
Отец — Владимир Саблин (1872—1916), русский издатель, переводчик, редактор. Мать — Варвара Фёдоровна Корш.
Братья — Юрий Саблин (1897—1937), русский революционер, деятель партии левых эсеров, впоследствии командир РККА; Всеволод, партизан; Игорь.

## Награды и звания
- Заслуженный деятель искусств Белорусской ССР (1935)
- Народный артист Белорусской ССР (1955)[4]
- Народный артист СССР (1969)
- Сталинская премия третьей степени (1950) — за фильм «Константин Заслонов» (1949)
- Государственная премия Белорусской ССР (1967) — за фильм «Москва — Генуя» (1964)
- Всесоюзный кинофестиваль (Вторая премия за историко-революционный фильм, фильм «Москва — Генуя», 1964)
- Орден Ленина (1967)
- Орден Октябрьской революции
- Орден Трудового Красного Знамени
- Орден «Знак Почёта».

## Фильмография

### Роли в кино
- 1926 — Крылья холопа — царевич Иван
- 1926 — Лесная быль — адъютант
- 1927 — Непобедимые — капиталист
- 1927 — Накануне — капиталист
- 1928 — Октябрюхов и Декабрюхов — великий князь Николай Николаевич
- 1929 — Судья Рейтан — военный врач
- 1938 — Педро (короткометражный) — дед Педро

### Режиссёрские работы
- 1929 — В огне рождённая
- 1930 — Жизнь и учёба кавдивизии (документальный)
- 1930 — Из топи болот (документальный)
- 1931 — Бумага (документальный)
- 1931 — 3 штыка (документальный)
- 1931 — Стальной путь (документальный)
- 1931 — Солнечный поход
- 1933 — Первый взвод
- 1934 — Золотые огни (совместно с Б. Л. Бродянским)
- 1936 — Искатели счастья
- 1937 — Дочь Родины
- 1939 — Огненные годы
- 1940 — Моя любовь
- 1942 — Белорусские новеллы (киносборник) (новеллы Пчёлка, На зов матери) (совместно с Ю. В. Таричем)
- 1943 — Живи, родная Беларусь! (киноконцерт) (совместно с Н. Ф. Садковичем)
- 1944 — Освобождение советской Белоруссии (документальный) (совместно с Н. Ф. Садковичем)
- 1947 — Новый дом
- 1949 — Константин Заслонов (совместно с А. М. Файнциммером)
- 1951 — Советская Белоруссия (документальный) (совместно с Н. Кравчуновским)
- 1953 — Поют жаворонки (совместно с К. Н. Санниковым)
- 1954 — Кто смеется последним?
- 1955 — Посеяли девушки лён
- 1958 — Красные листья
- 1961 — Первые испытания
- 1964 — Москва — Генуя (совместно с А. В. Спешневым и П. Н. Армандом)
- 1967 — Запомним этот день
- 1970 — Крушение империи (совместно с Н. А. Калининым)

### Сценарии
- 1942 — Белорусские новеллы (киносборник) (новелла Пчёлка) (совместно с М. Ю. Блейманом и С. Ф. Навроцким)
- 1943 — Живи, родная Беларусь! (киноконцерт) (совместно с Н. Ф. Садковичем)
- 1944 — Освобождение советской Белоруссии (документальный) (совместно с Н. Ф. Садковичем)

### Художественный руководитель
- 1955 — «Зеленые огни»
- 1957 — «Наши соседи»

## Память
- Именем В. В. Корш-Саблина названа улица в Минске.
- В. В. Корш-Саблину посвящены фильмы:
  - 1971 — Полвека в кино (документальный, реж. В. Цеслюк, студия «Летопись», Беларусьфильм)
  - 1974 — Фильм, длиною в полвека (документальный, реж. И. Шишов, Беларусьфильм)
  - 1999 — Вместе с ним (телефильм, реж. В. Орлов, Белорусское телевидение)
- На доме, где жил В. В. Корш-Саблин, и на здании киностудии «Беларусьфильм» установлены мемориальные доски.